# 1058 Ґрубба
1058 Ґрубба (1058 Grubba) — астероїд головного поясу, відкритий 22 червня 1925 року.
Тіссеранів параметр щодо Юпітера — 3,643.